# Ipomoea wightii
Ipomoea wightii là một loài thực vật có hoa trong họ Bìm bìm. Loài này được (Wall.) Choisy mô tả khoa học đầu tiên năm 1834.